# Crataegus pulcherrima
Crataegus pulcherrima — вид квіткових рослин із родини трояндових (Rosaceae).

## Біоморфологічна характеристика
Це кущ 20–40 дм заввишки. Молоді гілочки зелені або червонуваті, голі, 1-річні червонувато-чорні, 2-річні темно-сірі; колючки на гілочках ± прямі, 2-річні чорнуваті, тонкі, 2.5–5 см. Листки: ніжки листків 25–40% від довжини пластини, залозисті; пластини вузько яйцеподібні або від ± довгасто до вузько зворотно яйцеподібні або вузько ромбічні, 4–7 см, основа клиноподібна, часток 2–4 з боків, верхівки часток від тупих до майже гострих, краї зубчасті, верхівка загострена, верхні жилки ворсисті молодими. Суцвіття 4–7-квіткові. Квітки 15–20 мм у діаметрі; чашолистки вузько трикутні, 3–4 мм; пиляки рожеві. Яблука насичено-жовті, іноді червоні або пурпурно-червоні, майже кулясті, 6–7 мм у діаметрі. Період цвітіння: середина квітня; період плодоношення: вересень і жовтень.

## Ареал
Ендемік південного сходу США (Алабама, Флорида, Джорджія, Міссісіпі).
Населяє відкриті або кам'янисті ліси, межі боліт; висота зростання: 0–200 метрів.